# Campionati mondiali di short track 1981
La I edizione dei Campionati mondiali di short track (World Short Track Speed Skating Championships), ufficialmente organizzati con tale denominazione dalla International Skating Union (Federazione internazionale di pattinaggio su ghiaccio), si tenne dal 4 al 5 aprile del 1981 a Meudon in Francia.

## Risultati
| Gara      | Uomini                                                       | Uomini                                                            | Uomini                                                                 | Donne                                                                   | Donne                                                                | Donne                                                                        |
| Gara      | Oro                                                          | Argento                                                           | Bronzo                                                                 | Oro                                                                     | Argento                                                              | Bronzo                                                                       |
| --------- | ------------------------------------------------------------ | ----------------------------------------------------------------- | ---------------------------------------------------------------------- | ----------------------------------------------------------------------- | -------------------------------------------------------------------- | ---------------------------------------------------------------------------- |
| Generale  | Benoit Baril                                                 | Gaétan Boucher                                                    | Michael Richmond                                                       | Miyoshi Kato                                                            | Mika Kato                                                            | Louise Bégin                                                                 |
| 500 m     | Michael Richmond                                             | Stuart Horsepooll                                                 | Menno Boesma                                                           | Mika Kato                                                               | Louise Bégin                                                         | Pam Mercer                                                                   |
| 1000 m    | Benoit Baril                                                 | Gaétan Boucher                                                    | Stuart Horsepooll                                                      | Miyoshi Kato                                                            | Mika Kato                                                            | Nathalie Grondin                                                             |
| 1500 m    | Louis Baril                                                  | Benoit Baril                                                      | Kenichi Sugio                                                          | Miyoshi Kato                                                            | Mika Kato                                                            | Louise Bégin                                                                 |
| 3000 m    | Gaétan Boucher                                               | Benoit Baril                                                      | Michael Richmond                                                       | Miyoshi Kato                                                            | Mika Kato                                                            | Louise Bégin                                                                 |
| Staffetta | Canada Benoît Baril Louis Baril Gaétan Boucher Guy Daignault | Gran Bretagna Stuart Horsepool Stuart Pass Steve Pearce Gary Rudd | Giappone Yasuhiko Homma Tatsuyoshi Ishihara Kenichi Sugio Hiroshi Toda | Canada Louise Bégin Maryse Perreault Nathalie Grondin Marie-José Martin | Stati Uniti Gloria Bogacki Barbara Johnson Pam Mercer Lydia Stephans | Regno Unito Kay Dibling Lisa Harrold Amanda Horsepool Caron New Marie Cannon |

## Medagliere
| Pos. | Nazione       |   |   |   | Totale |
| ---- | ------------- | - | - | - | ------ |
| 1    | Canada        | 6 | 5 | 4 | 15     |
| 2    | Giappone      | 5 | 4 | 2 | 11     |
| 3    | Australia     | 1 | 0 | 2 | 3      |
| 4    | Gran Bretagna | 0 | 2 | 2 | 4      |
| 5    | Stati Uniti   | 0 | 1 | 1 | 2      |
| 6    | Paesi Bassi   | 0 | 0 | 1 | 1      |